# Protoschizomus purificacion
Espèce
Protoschizomus purificacion est une espèce de schizomides de la famille des Protoschizomidae.

## Distribution
Cette espèce est endémique du Tamaulipas au Mexique,. Elle se rencontre dans la grotte Cueva X à Conrado Castillo, Padilla à 1 950 m d'altitude.

## Description
La femelle holotype mesure 5,26 mm.

## Publication originale
- Cokendolpher & Reddell, 1992 : Revision of the Protoschizomidae (Arachnida: Schizomida) with notes on the phylogeny of the order. Texas Memorial Museum Speleological Monograph, vol. 3, p. 31-74.